# Nicorești
Nicorești è un comune della Romania di 4 141 abitanti, ubicato nel distretto di Galați, nella regione storica della Moldavia.
Il comune è formato dall'unione di 10 villaggi: Braniștea, Coasta Lupei, Dobrinești, Fântâni, Grozăvești, Ionășești, Mălureni, Nicorești, Piscu Corbului, Sârbi.